# Stanisław Konarzewski
Stanisław Konarzewski, wcześniej Gołaszewski (ur. 1855, zmarł 20 stycznia 1932 w Istebnej) – polski organista, kompozytor, kapelmistrz na wilanowskim dworze Potockich, od ok. 1892 Branickich.

## Życiorys
Syn poległego w powstaniu styczniowym Ludwika(?) Gołaszewskiego i Kamili, z domu Majorowskiej; osierocony, znalazł się pod opieką rodziny Potockich przy należącym wówczas do nich pałacu wilanowskim. Z obawy przed represjami carskimi po powstaniu, zmieniono mu nazwisko z Gołaszewski (herbu Kościesza) na należące do blisko spokrewnionej rodziny - Konarzewski (herbu Pobóg lub też Poraj - Róża). Wykształcenie muzyczne zdobywał jeszcze w będącym poprzednikiem warszawskiego Konserwatorium – Instytucie Muzycznym, między innymi razem z Ignacym Paderewskim. Po studiach objął posadę organisty w kościele p.w. św. Anny w Wilanowie. Około 1884 r. ożenił się z Anną z Malinowskich, z którą miał dwoje dzieci – starszego syna Ludwikaoraz urodzoną ok. 1887 r., zmarłą w dzieciństwie - córkę Marię. Być może - przedwczesna śmierć żony ok. 1895 r. a następnie córki oraz konieczność wyjazdu syna do Krakowa spowodowały, że ok. 1905 r. przeniósł się do położonego na pn. – wsch. od Warszawy Kamieńczyka nad Bugiem, gdzie został organistą przy Parafii Wniebowzięcia NMP, która zyskała wówczas nowy budynek kościoła (wzniesiony według projektu Józefa Piusa Dziekońskiego). Około połowy lat 20. XX w. osiedlił się w Istebnej wraz z synem Ludwikiem – malarzem i rzeźbiarzem.
Nie zachowało się wiele utworów napisanych przez Stanisława Konarzewskiego. Tworzył między innymi, charakterystyczne dla swej epoki, pieśni do tekstów patriotycznych w formach późnego romantyzmu oraz impresjonizmu.